# Angel Heart (álbum de Bonnie Tyler)
Angel Heart (en español: Corazón de ángel) es el noveno álbum de estudio grabado por la cantante galesa Bonnie Tyler lanzado en 1992. Es el segundo de los tres álbumes de Bonnie Tyler lanzado con Hansa Records, sucediendo a Bitterblue y que precede a Silhouette in Red, logrando el éxito europeo.
La mayoría de los temas fueron escritos por el productor de Tyler, Dieter Bohlen. Tyler hace un dueto con Frankie Miller en «Save Your Love», es la primera vez que Tyler hace un dueto con Miller desde 1983 en su álbum Faster Than the Speed of Night.

## Lista de canciones
| N.º | Título                                | Escritor(es)                                           | Duración |  |
| 1.  | «Fools Lullaby»                       | Dieter Bohlen                                          | 3:52     |  |
| 2.  | «Take a Chance»                       | Dieter Bohlen                                          | 3:39     |  |
| 3.  | «Race to the Fire»                    | Dieter Bohlen                                          | 3:52     |  |
| 4.  | «Sending Me Angels»                   | Frankie Miller, Jerry Lynn Williams                    | 5:27     |  |
| 5.  | «Call Me»                             | Dieter Bohlen                                          | 3:59     |  |
| 6.  | «Angel Heart»                         | Dieter Bohlen                                          | 3:49     |  |
| 7.  | «Daytime Friends»                     | Dieter Bohlen                                          | 4:19     |  |
| 8.  | «God Gave Love to You»                | Dieter Bohlen                                          | 4:31     |  |
| 9.  | «All We Have Is Tonight»              | Dieter Bohlen                                          | 3:36     |  |
| 10. | «I'm Only a Lonely Child»             | Dieter Bohlen                                          | 3:09     |  |
| 11. | «Born to Be a Winner»                 | Dieter Bohlen                                          | 4:13     |  |
| 12. | «Save Your Love (Con Frankie Miller)» | Jerry Lynn Williams                                    | 5:16     |  |
| 13. | «You're the Greatest Love»            | Dieter Bohlen, Bonnie Tyler                            | 3:52     |  |
| 14. | «I Cry Myself to Sleep at Night»      | Craig Joiner, Robert John "Mutt" Lange, Anthony Mitman | 4:23     |  |

## Posicionamiento en las listas

### Álbum
| País     | Mejor posición |
| -------- | -------------- |
| Noruega  | 4              |
| Austria  | 9              |
| Suiza    | 14             |
| Alemania | 28             |
| Suecia   | 30             |
| Hungría  | 39             |

### Sencillos
| GE   | AU                 | NO | GE Airplay |   |    |
| 1992 | «Fools Lullaby»    | 29 | 17         | 6 | 20 |
| 1992 | «Call Me»          | 86 | —          | — | 96 |
| 1993 | «Call Me Mix Live» | 95 | —          | — | -  |

## Personal
- Bonnie Tyler – voz
- raham Broad – batería
- Alan Darby – guitarra
- Ed Poole – bajo
- Vladimir Asriev – violín
- Terry Devine-King – programador de teclados
- Elisha – coros